# Ara militaris bolivianus
Ara militaris bolivianus es una subespecie de ave psitaciforme de la familia Psittacidae que habita en selvas, bosques húmedos y palmerales del centro-oeste de América del Sur y es una de las tres subespecies de Ara militaris, comúnmente denominado guacamayo verde, guacamayo militar, papagayo verde o paraba verde.

## Diferencias entre las subespecies

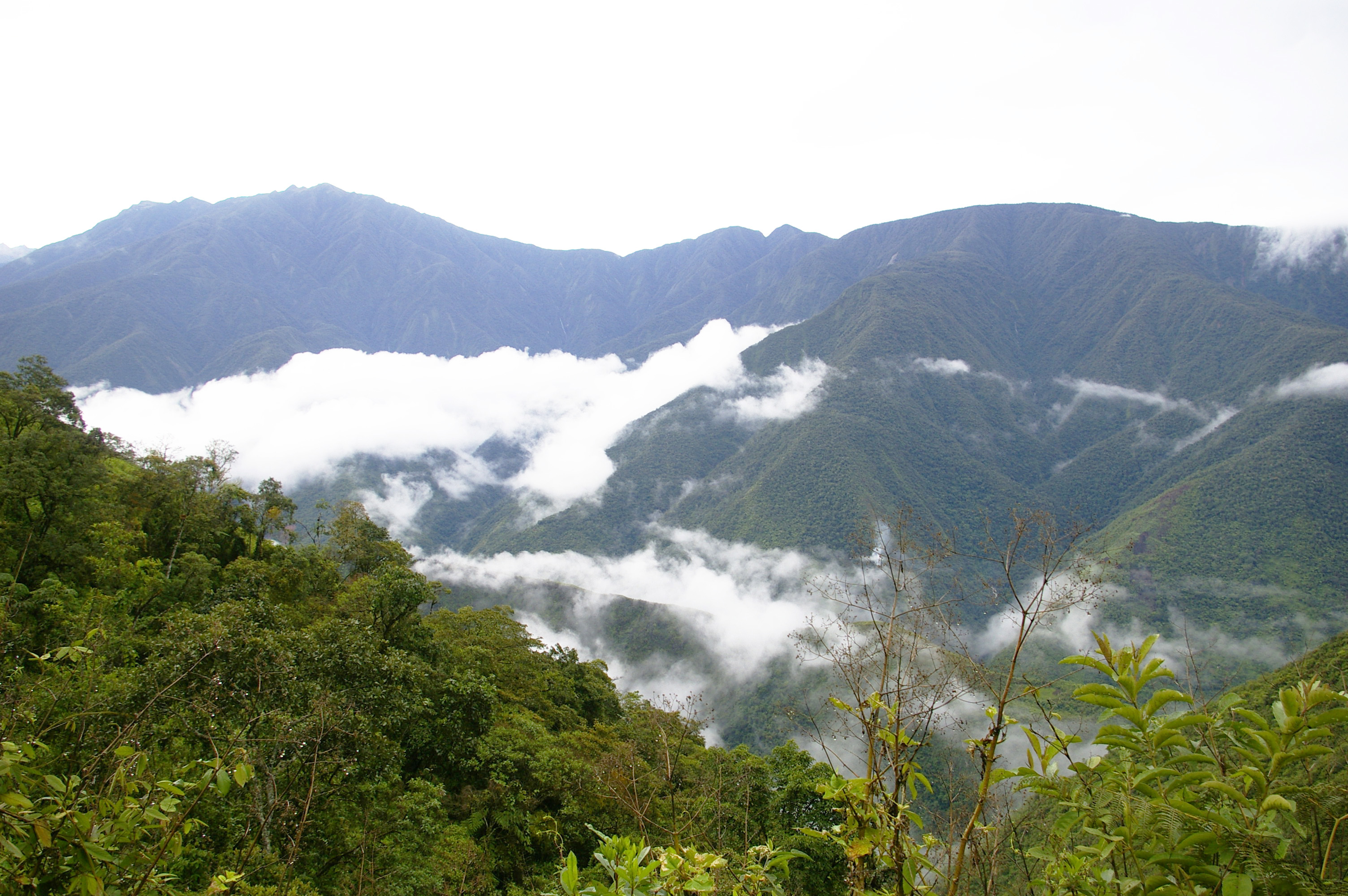
Selva de los Yungas en la franja subandina boliviana; el hábitat de esta subespecie.

Es un guacamayo grande, verde, con mancha en la frente roja brillante, y plumas remeras azules. En la cara presente un color rosado con finas líneas de plumas negras. Estas son las diferencias entre las subespecies:
- Ara militaris militaris Los adultos de ambos sexos presentan el dorso y las cubiertas de las alas de color verde lavado de oliva; la parte dorsal del cuello es azul con tono rojizo, la frente y las líneas finas en lores rojas, garganta oliva amarronada, lo superior de la cola color marrón rojizo oscuro, con las plumas con la punta azul oscuro. Pico gris a negro. La cara es blanca rosácea que se vuelve más rosa oscura cuando el ejemplar está excitado. Las líneas finas de plumas en la cara son verde a negro. Los ojos son de color amarillo. Posee menor tamaño que A. m. mexicana. y en las alas las plumas cobertoras medianas y secundarias poseen punta verde.
- Ara militaris mexicanus similar a A. m. militaris pero posee mayor tamaño.
- Ara militaris bolivianus similar a A. m. militaris pero la garganta muestra una tonalidad marrón-rojiza, las plumas cobertoras de los oídos muestran sus bases rojas; la punta de la cola y las bandas externas de las plumas remeras primarias son de un azul más oscuro.

## Distribución y hábitat
Se extiende por la vertiente oriental subandina desde el centro de Bolivia, en el sur de Beni, hasta el noroeste de Argentina, en las provincias de: Salta y Jujuy.
Habita en selvas serranas prístinas de Yungas y bosques húmedos de las tierras bajas adyacentes, colinas boscosas y cañones.

## Costumbres
Viven normalmente en parejas o conjuntos familiares de 3 a 4 ejemplares o bandadas de hasta 10, aunque pueden llegar a formar grupos mayores en los dormideros. 
Forman pareja de por vida. Aprovechan las cavidades hechas por los pájaros carpinteros (familia Picidae) u otros huecos formados naturalmente en árboles de madera suave, para allí establecer sus nidos. La hembra pone 2 o 3 huevos elípticos blancos, que empolla por 26 días. Ambos padres crían a los polluelos durante 105 días. Al año de edad las crías se separan de sus padres. Se reproducen a partir del nivel del mar hasta los 3100 m s. n. m., aunque mayormente lo hace entre los 500 y los 1500 m s. n. m. Prefiere emplear para situar tanto sus dormideros comunales como a sus nidos a los grandes acantilados, o en árboles de gran tamaño. 
Pueden ser observados alimentándose en árboles altos; lo hacen de semillas, frutas, nueces, flores y néctar. Debido a sus necesidades alimenticias, realizan constantes desplazamientos entre los territorios cercanos en busca de comida. Mientras lo hacen, se mantienen en constante contacto mediante potentes vocalizaciones, las que son audibles a largas distancias.

## Relación con el hombre
Es popular como ave doméstica por su comportamiento sociable y porque aprende a imitar palabras, además de por su colorido plumaje.  

## Conservación
La destrucción de hábitat y su captura para el comercio de mascotas han contribuido a la disminución de las poblaciones de estos guacamayos, habiendo desaparecido de algunas áreas de su distribución original.
Dado que su población está reduciéndose se la considerarla en estado «vulnerable» en la Lista Roja de especies amenazadas de la UICN; también aparece en el Apéndice l del Convenio sobre el Comercio Internacional de Especies Amenazadas de Fauna y Flora Silvestre (CITES). De manera nacional, está protegida por diversas leyes y decretos.
En Argentina sólo mantiene poblaciones en la provincia de Salta, donde fue declarado monumento natural provincial mediante el decreto n.º 4402/2011 de octubre de 2011. Hay registros en el siglo XXI de un máximo de 5 ejemplares en la Finca Itaguazuti y 50 en la sierra de Tartagal. 
Una evaluación en las Yungas del sur de Bolivia, en las 21 localidades conocidas de la subespecie, ha encontrado al taxón en apenas ocho localidades, sumando un total de sólo 37 ejemplares.